# 로빈 윌리엄스
로빈 매클로린 윌리엄스(영어: Robin McLaurin Williams, 1951년 7월 21일 ~ 2014년 8월 11일)는 미국의 배우였다.
TV 드라마 시리즈 《Mork and Mindy》에서 외계인 Mork 역을 맡은 것과 그 뒤에 출연한 다른 스탠드업 코미디 프로그램을 통해 대중에 알려지기 시작했으며 1980년대부터는 몇 편의 영화에 출연하기도 했다. 《굿모닝 베트남》,《죽은 시인의 사회》,《피셔 킹》등의 작품으로 세 차례에 걸쳐 아카데미 남우주연상 부문 후보에 올랐으며 마침내 1997년 영화 《굿 윌 헌팅》으로 아카데미 남우조연상을 수상했다. 이 밖에도 지금까지 골든 글로브상을 6번, 미국 배우 조합상을 2번, 그래미상을 4번, 그리고 에미상을 2번 받았다.

## 생애
윌리엄스는 일리노이주의 시카고에서 태어났다. 어머니인 로리 매클로린1922~2001)은 미시시피주 출신의 모델이었고, 아버지인 로버트 피츠제럴드 윌리엄스(1906~1987)는 포드 사의 미국 중서지부 중역이었다. 윌리엄스의 어머니는 기독교계 신흥 종교인 크리스천 사이언스의 신도였지만, 윌리엄스는 어릴적에 미국 성공회의 영향을 받았다. 혈통은 주로 영국, 아일랜드, 독일, 프랑스계가 섞여 있다.

## 사망
2014년 8월 11일(현지시간) 미국 샌프란시스코의 마린 카운티 경찰국에 따르면, 로빈 윌리엄스는 이날 캘리포니아 티뷰론에 위치한 그의 자택에서 목을 매 숨진 채 발견됐다. 경찰은 로빈 윌리엄스가 자살한 것으로 추정했다. 로빈 윌리엄스의 부인 수잔 슈나이더는 남편이 파킨슨병 초기 단계에서 우울증을 겪었다고 말했다.

## 영화
- 《A.I.》: Dr. 노우 역
- 《패치 아담스》: 패치 아담스 역
- 《죽은 시인의 사회》: 존 키팅 역
- 《굿 윌 헌팅》: 숀 맥과이어 역
- 《미세스 다웃파이어》: 다니엘/미세스 다웃파이어 역
- 《쥬만지》: 앨런 패리시 역
- 《박물관이 살아있다 1.2.3》 - 테디 루즈벨트 역
- 《바이센테니얼 맨》 - 앤드류 마틴 역
- 《후크》 - 피터 배닝 역
- 《인썸니아》 - 월터 핀치 역
- 《굿모닝 베트남》: 애드리언 역
- 《알라딘》: 지니 역
- 《카세일즈맨의 연애특강》: 조이 오브라이언 역
- 《제이콥의 거짓말》 - 제이콥 역
- 《어거스트 러쉬》 - 위저드 역
- 《버틀러: 대통령의 집사》 - 아이젠하워 역
- 《앵그리스트 맨》: 헨리 알트먼 역
- 《블러바드》: 놀란 역
- 《스토커》: 싸이 패리쉬 역
- 《플러버》: 필립 브레이너드 교수 역
- 《토이즈》
- 《천국보다 아름다운》
- 《제로법칙의 비밀》(카메오)
- 《지상 최고의 아빠》 2009
- 굿 윌 헌팅

## 수상 경력
- 1979년 제36회 골든 글로브 시상식 TV뮤지컬/코미디부문 남우주연상
- 1979년 제5회 피플스 초이스상 새로운TV프로그램부문 가장좋아하는 스타상
- 1980년 그래미상 코미디앨범상
- 1987년 제39회 에미상 코미디/음악프로그램부문 엔터테이너상
- 1987년 아메리칸코미디어워즈 남자 스탠드 업 코미디스타상
- 1987년 아메리칸코미디어워즈 올해의 재미있는 남자배우상
- 1987년 아메리칸코미디어워즈 스페셜부문 좋아하는 TV스타상
- 1987년 케이블ACE어워즈 코미디스페셜부문 연기상
- 1988년 제45회 골든 글로브 시상식 뮤지컬/코미디부문 남우주연상
- 1988년 제40회 에미상 코미디/음악프로그램부문 엔터테이너상
- 1988년 그래미상 코미디앨범상
- 1988년 아메리칸코미디어워즈 영화부문 재미있는 남자배우상
- 1988년 아메리칸코미디어워즈 남자 스탠드 업 코미디스타상
- 1988년 아메리칸코미디어워즈 올해의 재미있는 남자배우상
- 1988년 아메리칸코미디어워즈 TV스페셜부문 재미있는 남자배우상
- 1988년 아메리칸 시네마더큐어 어워즈 갈라 트리뷰트상
- 1988년 케이블ACE어워즈 코미디스페셜부문 연기상
- 1988년 케이블ACE어워즈 코미디스페셜부문 작가상
- 1989년 그래미상 코미디앨범상
- 1989년 아메리칸코미디어워즈 남자 스탠드 업 코미디스타상
- 1989년 헤이스티 푸딩 씨어트리컬 올해의 남성상
- 1989년 케이블ACE어워즈 코미디스페셜부문 연기상
- 1990년 주피터어워즈 외국남자배우상
- 1990년 아메리칸코미디어워즈 TV스페셜부문 재미있는 남자배우상
- 1991년 제62회 미국비평가협회상 남우주연상
- 1991년 우먼 인 필름 크리스탈 어워즈 휴머니타리안상
- 1992년 제63회 미국비평가협회상 특별상
- 1992년 제49회 골든 글로브 시상식 뮤지컬/코미디부문 남우주연상
- 1992년 제18회 새턴어워즈 최우수남우조연상
- 1992년 키즈 초이스 어워즈 가장 좋아하는 무비스타상
- 1993년 제2회 MTV영화제 코미디연기상
- 1993년 제50회 골든 글로브 시상식 특별상
- 1993년 키즈 초이스 어워즈 가장 좋아하는 무비스타상
- 1993년 케이블ACE어워즈 엔터테인먼트 호스트상
- 1994년 제51회 골든 글로브 시상식 뮤지컬/코미디부문 남우주연상
- 1994년 제3회 MTV영화제 코미디연기상
- 1994년 제20회 피플스 초이스상 가장좋아하는 코미디남자배우상
- 1994년 아메리칸코미디어워즈 영화부문 재미있는 남자배우상
- 1994년 케이블ACE어워즈 엔터테인먼트 호스트상
- 1994년 쇼웨스트어워즈 올해의 남자배우상
- 1997년 제3회 미국 배우 조합 시상식 영화부문 캐스팅상
- 1997년 어워즈 시어큐리트 커뮤니티 어워즈 남우조연상
- 1998년 제70회 미국 아카데미상 시상식 남우조연상
- 1998년 블록버스터엔터테인먼트어워드 인기남우상
- 1998년 제4회 미국 배우 조합 시상식 영화부문 남우조연상
- 2000년 U.S. 코미디 아트 페스티벌 ADI 스타상
- 2002년 제28회 새턴어워즈 최우수남우주연상
- 2003년 그래미상 코미디앨범상
- 2003년 판고리아 체인솨 어워즈 남우주연상
- 2004년 TV랜드어워즈 가장좋아하는 빅 스타/리틀 스크린상
- 2005년 제62회 골든 글로브 시상식 평생공로상
- 2005년 TV랜드어워즈 머스트 아웃 오브 디스 월드상
- 2006년 TV랜드어워즈 리틀 스크린/빅 스크린 스타상
- 2006년 TV랜드어워즈 머스트 아웃 오브 디스 월드 캐릭터상
- 2006년 제10회 할리우드영화제 평생공로상
- 2007년 제50회 샌프란시스코국제영화제 피터 제이 오언스상
- 2007년 제33회 피플스 초이스상 인기남우상
- 2008년 제34회 피플스 초이스상 인기남우상
- 2009년 제35회 피플스 초이스상 최고의 게스트상
- 2014년 제66회 에미상 특별공로상